# Xanthia flavicans
Xanthia flavicans là một loài bướm đêm trong họ Noctuidae.